# Stolemy
Stolemy (kaszub. Stolemë) – w kaszubskich legendach olbrzymy, które przed wiekami zamieszkiwały tereny Kaszub. Pozostałością po ich obecności są jakoby liczne wielkie głazy, które stolemowie porozrzucali podczas walk lub zawodów siłowych. Takie kamienie, określane jako „stolemowe”, znajdują się m.in. w Tychowie, Grabówku, Świecinie, koło Tolkmicka czy w Lubichowie.

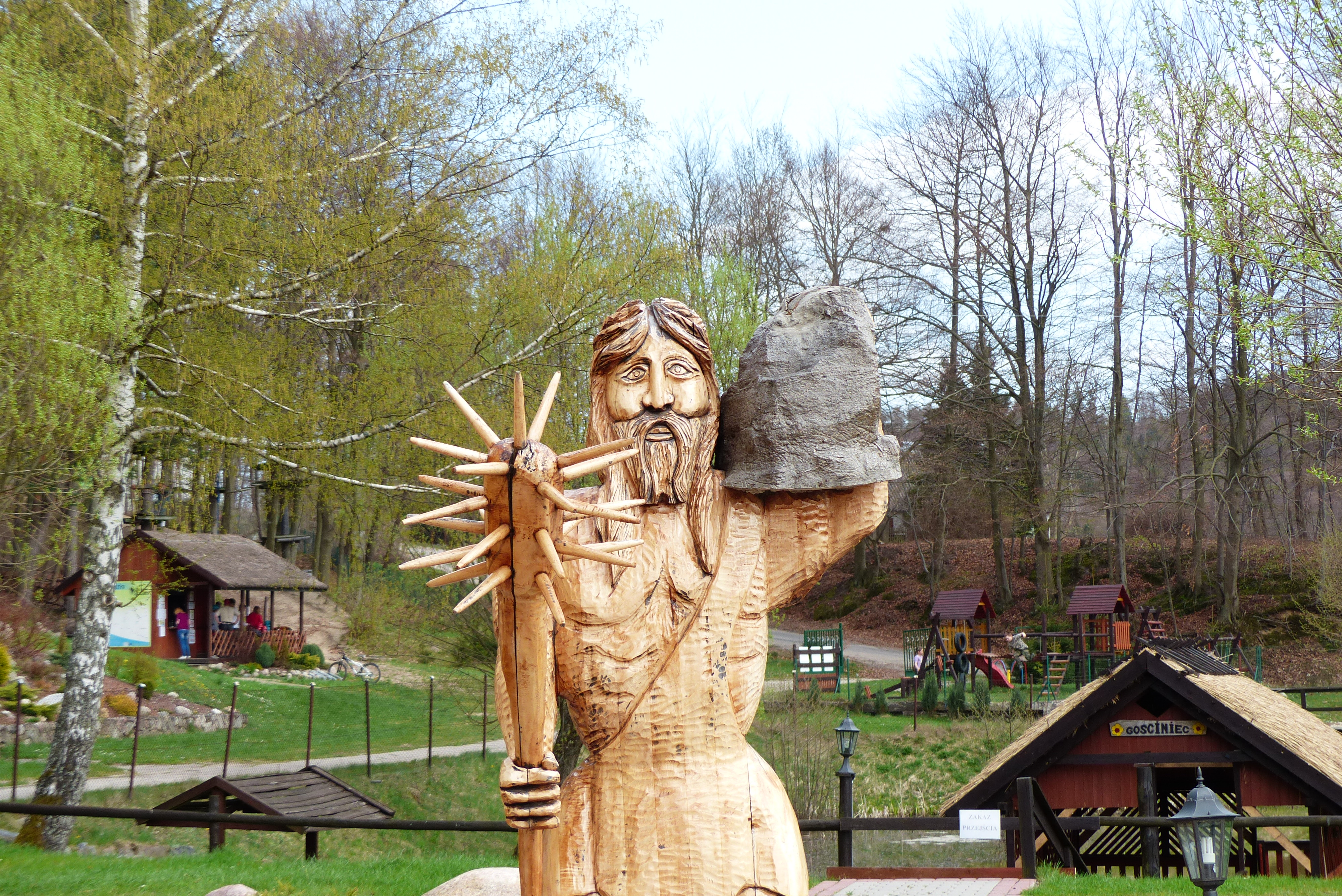
Figura w Ostrzycach

Stolemowie odznaczali się rzekomo nadzwyczajnym wzrostem i siłą, byli także okrutni i prześladowali ludzi. Lubili się popisywać swoją siłą wobec siebie i ludzi. Miewali normalne rodziny, były więc i stolemki, i stolemiątka.
Przypisuje się im uformowanie obecnego krajobrazu Kaszub. Tworzyli wzgórza, mierzeje na jeziorach czy mielizny na morzu. Według jednego z podań przytoczonych przez Józefa Ceynowę za swoją niegodziwość zostali ukarani przez bogów i zamienieni w kamienne kręgi. Z kolei w zbiorze legend kaszubskich Dobro zwycięża Ceynowa przedstawił inne opowiadanie, wedle którego stolemowie mieli być dobrymi istotami, pomagającymi ludziom.
Inni pisarze kaszubscy, z Aleksandrem Majkowskim na czele, wielokrotnie wykorzystywali motyw stolema, widząc w nim chętnie symbol dawnej potęgi kaszubskiego Pomorza.
Stolemami nazywają Kaszubi również ludzi silnych duchem i wiarą, niezłomnych, jak Antoni Abraham. Do tej symboliki silnych duchem twórczych ludzi nawiązał Klub Pomorania, ustanawiając wyróżnienie Medal Stolema.
Izabella Trojanowska opisała powstanie gryfa pomorskiego – pół-lwa, pół-orła: Jeden ze stolemów trafił przed oblicze Boga. Na pytanie, co sądzi o dziele stworzenia a zwłaszcza o ludziach – nie wyraził zachwytu. Rzekł, że nie poradzą sobie, bo nie mają siły lwa, ani skrzydeł. Bóg w gniewie zamienił stolema w pół-lwa, pół-orła, a żeby jeszcze bardziej mu dokuczyć, przyprawił mu ośle uszy by nikt nie miał wątpliwości co do miernych możliwości intelektualnych nieszczęśnika. Kaszubscy graficy jednak uznali, że kara była zbyt surowa i w ciągu lat wyretuszowali ośle uszy.
Dzięki pewnemu stolemowi powstały na przykład Łebskie Błota.
Gdziekolwiek zobaczymy wąski półwysep wrzynający się w jezioro – pełno zaś takich – to na pewno dzieło olbrzymów. Przykładem tego mogą być Jezioro Osowskie, Sudomie albo Jezioro Wdzydzkie. Tu stolemka chciała małemu stolemkowi usypać drogę przez jezioro. Nabrała więc piachu w fartuch i do roboty. Ale usypała zaledwie jedną trzecią drogi i fartuch jej się urwał. Tak powstał długi, wąski i piaszczysty cypel na części jeziora zwanej Gołubiem.
Kamienne kręgi, które według kaszubskich legend były dziełem stolemów, są w rzeczywistości pozostałością po Gotach, którzy między I a III wiekiem przebywali na Pomorzu Wschodnim.
W Gdańsku w dzielnicy Jasień znajduje się ulica, której patronem jest Stolem.